# Medaller dels Jocs Olímpics d'estiu de 1976
El medaller dels Jocs Olímpics d'Estiu de 1976 presenta totes les medalles lliurades als esportistes guanyadors de les proves disputades en aquest esdeveniment, celebrat entre el 17 de juliol i l'1 d'agost de 1976 a la ciutat de Mont-real (Canadà).
La Unió Soviètica aconseguí el major nombre d'ors (49) i de medalles en general (125). Bermudes i Tailàndia aconseguiren en aquesta edició la seva primera medalla olímpica, sent en el cas de Bermudes la nació amb una població més reduïda en aconseguir una medalla. Canadà es convertí en la primera nació amfitriona que no aconseguí cap medalla d'or en uns Jocs Olímpics d'Estiu.
Les medalles apareixen agrupades pels Comitès Olímpics Nacionals participants i s'ordenen de forma decreixent contant les medalles d'or obtingudes; en cas d'haver empat, s'ordena d'igual forma contant les medalles de plata i, en cas de mantenir-se la igualtat, es conten les medalles de bronze. Si dos equips tenen la mateixa quantitat de medalles d'or, plata i bronze, es llisten en la mateixa posició i s'ordenen alfabèticament.

## Medaller
| Jocs Olímpics d'estiu de 1968 | Jocs Olímpics d'estiu de 1968 | Jocs Olímpics d'estiu de 1968 | Jocs Olímpics d'estiu de 1968 | Jocs Olímpics d'estiu de 1968 | Anells Olímpics |
| Posició                       | País                          | Or                            | Plata                         | Bronze                        | Total           |
| 1                             | Unió Soviètica                | 49                            | 41                            | 35                            | 125             |
| 2                             | RDA                           | 40                            | 25                            | 25                            | 90              |
| 3                             | Estats Units                  | 34                            | 35                            | 25                            | 94              |
| 4                             | RFA                           | 10                            | 12                            | 17                            | 39              |
| 5                             | Japó                          | 9                             | 6                             | 10                            | 25              |
| 6                             | Polònia                       | 7                             | 6                             | 13                            | 26              |
| 7                             | Bulgària                      | 6                             | 9                             | 7                             | 22              |
| 8                             | Cuba                          | 6                             | 4                             | 3                             | 13              |
| 9                             | Romania                       | 4                             | 9                             | 14                            | 27              |
| 10                            | Hongria                       | 4                             | 5                             | 13                            | 22              |
| 11                            | Finlàndia                     | 4                             | 2                             | 0                             | 6               |
| 12                            | Suècia                        | 4                             | 1                             | 0                             | 5               |
| 13                            | Regne Unit                    | 3                             | 5                             | 5                             | 13              |
| 14                            | Itàlia                        | 2                             | 7                             | 4                             | 13              |
| 15                            | França                        | 2                             | 3                             | 4                             | 9               |
| 16                            | Iugoslàvia                    | 2                             | 3                             | 3                             | 8               |
| 17                            | Txecoslovàquia                | 2                             | 2                             | 4                             | 8               |
| 18                            | Nova Zelanda                  | 2                             | 1                             | 1                             | 4               |
| 19                            | Corea del Sud                 | 1                             | 1                             | 4                             | 6               |
| 20                            | Suïssa                        | 1                             | 1                             | 2                             | 4               |
| 21                            | Corea del Nord                | 1                             | 1                             | 0                             | 2               |
| 21                            | Jamaica                       | 1                             | 1                             | 0                             | 2               |
| 21                            | Noruega                       | 1                             | 1                             | 0                             | 2               |
| 24                            | Dinamarca                     | 1                             | 0                             | 2                             | 3               |
| 25                            | Mèxic                         | 1                             | 0                             | 1                             | 2               |
| 26                            | Trinitat i Tobago             | 1                             | 0                             | 0                             | 1               |
| 27                            | Canadà                        | 0                             | 5                             | 6                             | 11              |
| 28                            | Bèlgica                       | 0                             | 3                             | 3                             | 6               |
| 29                            | Països Baixos                 | 0                             | 2                             | 3                             | 5               |
| 30                            | Espanya                       | 0                             | 2                             | 0                             | 2               |
| 30                            | Portugal                      | 0                             | 2                             | 0                             | 2               |
| 32                            | Austràlia                     | 0                             | 1                             | 4                             | 5               |
| 33                            | Iran                          | 0                             | 1                             | 1                             | 2               |
| 34                            | Mongòlia                      | 0                             | 1                             | 0                             | 1               |
| 34                            | Veneçuela                     | 0                             | 1                             | 0                             | 1               |
| 36                            | Brasil                        | 0                             | 0                             | 2                             | 2               |
| 37                            | Àustria                       | 0                             | 0                             | 1                             | 1               |
| 37                            | Bermudes                      | 0                             | 0                             | 1                             | 1               |
| 37                            | Pakistan                      | 0                             | 0                             | 1                             | 1               |
| 37                            | Puerto Rico                   | 0                             | 0                             | 1                             | 1               |
| 37                            | Tailàndia                     | 0                             | 0                             | 1                             | 1               |
| Total                         | Total                         | 198                           | 199                           | 216                           | 613             |